# Move Like This
Move Like This is het zevende album van de Amerikaanse rockband The Cars. Het werd op 10 mei 2011 uitgebracht. Het was het eerste album van The Cars sinds Door to Door uit 1987. De muziek werd opgenomen met de oorspronkelijke bandleden, met uitzondering van de in 2000 aan alvleesklierkanker overleden bassist en zanger Benjamin Orr. Het album piekte in de Amerikaanse hitlijst voor rockalbums op de tweede plaats. Een van de singles, "Sad Song", piekte op nummer 33 in de hitlijst voor rockliedjes.

## Achtergrond
De oorspronkelijke bandleden, onder wie zanger en gitarist Ric Ocasek, kwamen voor Move Like This voor het eerst samen sinds ze in 1988 uit elkaar gingen. In 1997 vertelde Ocasek nog dat de band nooit meer bij elkaar zou komen: "I'm saying never and you can count on that." Een gedeeltelijk reünie vond al wel plaats in 2005, toen toetsenist Greg Hawkes en leadgitarist Elliot Easton onder de naam The New Cars op tournee gingen met zanger en gitarist Todd Rundgren, drummer Prairie Prince en bassist Kasim Sulton. Ocasek noch drummer David Robinson deed mee en de bezetting met Rundgren viel twee jaar later uiteen.
Ocasek vertelde dat hij verbaasd was over hoe goed de band samenwerkte nadat ze weer bij elkaar gekomen waren. Producent Jacknife Lee was verantwoordelijk voor vijf van de liedjes en de band voor alle andere liedjes.
Geen nieuwe bassist werd aangenomen in plaats van Orr. De baslijnen werden geprogrammeerd of gespeeld door Hawkes en Lee, waarbij Hawkes een oude basgitaar van Orr bespeelde. In tegenstelling tot eerdere albums, waarop Ocasek en Orr allebei zongen, neemt Ocasek op alle liedjes de leadzang voor zijn rekening. Ocasek zei in een interview met Rolling Stone hierover het volgende: "Ik was me er bewust van dat Ben beter had gezongen dan ik op de helft van de nieuwe liedjes. Maar we hebben nooit een buitenstaander binnen willen halen." Orr werd in de liner notes bedankt: "Ben, your spirit was with us on this one."
Volgens Billboard werd het album opgenomen in de studio van geluidstechnicus Paul Orofino in Millbrook (New York), met extra sessies in Los Angeles. De titel komt van een regel in het liedje "Too Late". Sharp Subtle Flavor was een van de werktitels voor de plaat. Ocasek opteerde voor Move Like This als titel, die verwijst naar het feit dat de bandleden erom bekendstaan dat ze op het podium veel stilstaan.

## Liedjes
1. "Blue Tip" – 3:13
2. "Too Late" – 4:01
3. "Keep On Knocking" – 3:52
4. "Soon" – 4:23
5. "Sad Song" – 3:38
6. "Free" – 3:17
7. "Drag On Forever" – 3:37
8. "Take Another Look" – 4:46
9. "It's Only" – 3:01
10. "Hits Me" – 3:51

Van het album is ook een Best Buy-versie uitgegeven, met de volgende bonusnummers en de videoclips voor "Sad Song" en "Blue Tip". "Rocket USA" is een cover van een liedje van Suicide.
1. "One By One" (demo) – 3:52
2. "Hits Me" (demo) – 3:40
3. "Rocket USA" (demo) – 5:04

## Uitgave en ontvangst
In oktober 2010 werd een minuut lange clip van "Sad Song" en een 73 seconden lange sample van een ander liedje, "Blue Tip", op de Facebookpagina van de band geplaatst; later werd een stukje van een derde liedje, "Free", op hun website gezet. FMQB beschreef "Free" als een "terugkeer naar het klassieke Cars geluid dat fans kennen en liefhebben".
Op 17 februari 2011 werd de videoclip voor "Blue Tip" op de Facebookpagina van de groep gepost. De eerste single was "Sad Song", die in maart 2011 uitkwam. Het tijdschrift Exclaim! merkte op dat "ondanks de titel en de teksten klinkt het niet bijzonder verdrietig, omdat het een vrolijke beat en een pakkende mix van synthesizers en gitaren bevat."
Het album kwam uit op 10 mei 2011 en kwam de Billboard 200 binnen op nummer 7. Over het algemeen kreeg het album positieve recensies: Rolling Stone gaf het drie-en-een-halve ster en prees de "bekwame terughoudendheid" van de band en Lees productie: het album was "strak, glad, naadloos, [en] efficiënt". The A.V. Club waardeerde het album met een "B", met erkenning voor het 'pakkende' "Blue Tip" en "Sad Song", met de opmerking dat het laatste liedje erg leek op "My Best Friend's Girl" van het debuutalbum, The Cars. AllMusic-recensent Stephen Thomas Erlewine gaf het album vier sterren (uit vijf). Spin gaf het album maar vijf uit tien, met kritiek op de 'clunkiness' van Ocaseks teksten. NPR's Elizabeth Nelson vond Move Like This een "fraai nieuw album" en noemde "Blue Tip" een "een gloeiend popjuweeltje" met een briljante structuur en "een absoluut meedogenloos meezingrefrein".

## Promotionele tournee
In april 2011 kondigde de band een tour van de Verenigde Staten aan, om het album te promoten. De band toerde elf steden in de VS, beginnend in Seattle op 10 mei en eindigend in Boston (in de House of Blues) op 26 mei. De shows kregen gemengde recensies: Erik Pedersen van Hollywood Reporter noemde Move Like This een verrassend goed album, maar zei dat de show op 12 mei in de Hollywood Palladium 'icy' en ongeïnspireerd was. Jim Harrington, van de San Jose Mercury News, zei dat de show in de Fox Theater in Oakland "incredibly flat and dispassionate" was, maar prees de muzikale kwaliteiten van de band.
Liedjes die The Cars speelden van Move Like This waren "Blue Tip", "Keep on Knocking", "Sad Song", "Free", "Drag on Forever" en "Hits Me". Ze speelden ook materiaal van albums uit de jaren zeventig en tachtig. Tijdens de tournee werden Orrs baspartijen gespeeld door Hawkes (op toetsen en bas); de zang op liedjes oorspronkelijk door Orr ingezongen ("Just What I Needed", "Let's Go", en "Moving in Stereo") werd door Ocasek gedaan.